# Coupe du Mexique de football
La coupe du Mexique de football, aussi appelé Copa México, est un tournoi de football professionnel mexicain créé en 1907 alors que les participants étaient encore des joueurs amateurs et se joue sous la forme de deux tournois semestriels appelés Clausura et Apertura depuis 2013 et après une interruption de 16 ans.
C'est une compétition qui a connu plusieurs phases, d'abord amateur de 1907 à 1943, elle a connu plusieurs noms, Copa Tower, Copa Eliminatoria et son nom actuel. Le professionnalisme a apporté une popularité importante à cette compétition, mais en 1997, la compétition a été supprimée pour alléger le calendrier des équipes mexicaines. Ce n'est qu'en 2013 qu'est relancée la compétition sous un nouveau format. Pour relancer l'intérêt de la compétition une place en Copa Libertadores est attribuée au vainqueur de la Supercopa de México qui oppose les deux vainqueurs des tournois de l'année précédente.
Le CF Asturias (es) est le club qui a remporté le plus de Copa México (8).

## Histoire
La première Coupe du Mexique est créée en 1907 grâce à Reginald Tower alors ambassadeur d'Angleterre au Mexique, et s’appelle pour cette raison la Copa Tower. Cette coupe ne concerne alors que les clubs de Mexico et ses alentours et est remporté par le CF Pachuca. En 1919, le Real Club España remporte la dernière Copa Tower qui est alors remplacée par la Copa Eliminatoria. Ce n'est qu'en 1932 avec la fondation de la Fédération mexicaine de football que le tournoi qui n'est plus disputé depuis 1926 est rebaptisé Copa México grâce à l'ancien président du Mexique, Lázaro Cárdenas. La première édition de cette coupe étant remportée par le Club Necaxa.
En 1943, avec le début de l'ère professionnelle, seuls les membres de Primera División peuvent participer à la coupe avant d'être rejoints en 1950 par les équipes de Segunda División. Lors de la saison 1944-1945, le CF Puebla devient le meilleur promu du championnat en finissant deuxième et en gagnant la Copa six buts à quatre contre le Club América.
Le système de compétition par matchs à élimination directe a compliqué la possibilité de remporter les deux tournois en même temps, seules cinq équipes réussissent le doublé. Lors de la saison 1948-1949, le FC León est le premier de l'ère professionnelle à remporter les deux compétitions, devenant ainsi le premier Campeonísimo de l'histoire du Mexique. Par la suite, d'autres clubs ont réalisé l'exploit, le CF Atlante en 1950-1951 et 1951-1952, le Club América en 1953-1954 et 1954-1955 en battant à deux reprises le Chivas de Guadalajara que beaucoup considèrent comme l'origine du Clásico de clásicos, le Chivas de Guadalajara en 1962-1963 et 1969-1970 puis le Club América à nouveau en 1963-1964 et 1964-1965 et enfin le CD Cruz Azul qui réalise le doublé en 1968-1969.
Au fil des ans, la Copa perd de son intérêt, l'augmentation du nombre d'équipe en Primera División, 18 en 1970 puis 20 en 1974, augmente de manière conséquente le nombre de match de la saison régulière, dans un calendrier compliqué, la compétition ne se joue plus que sur une courte période, le système de compétition passant par des groupes à des matchs à élimination directe. En 1976, la Copa est suspendue afin d’alléger le calendrier. En 1988, la compétition refait surface, mais progressivement, les réticences des équipes de la Ligue, des médias et des sponsors font de ce tournoi une vitrine pour les jeunes souhaitant se lancer. Le CF Puebla en 1989-1990 et le Club Necaxa en 1994-1995 sont les deux dernières équipes à faire le doublé et à être appelés Campeonísimos.
Après la saison 1995-1996, le tournoi cesse d'exister. En 1997, l'occasion est donnée au Mexique de participer à la Copa Libertadores ce qui a confirmé la suppression de la Copa México, la CONCACAF et la CONMEBOL estimant que le calendrier des clubs mexicains serait trop chargé pour respecter ces deux engagements. Mais lors de la saison 2012-2013, la compétition ressuscite sous une nouvelle forme, divisée en deux tournois comme le championnat, elle regroupe les clubs de Primera División et de Liga de Ascenso.

## Qualification pour la Supercopa de México
Depuis 2013, les vainqueurs de la Copa México se qualifient automatiquement pour la Supercopa de México qui se déroule à la fin de chaque saison.

## Palmarès
| Saison                      | Vainqueur                  | Score          | Finaliste                |
| Copa Tower                  |                            |                |                          |
| 1907-08                     | CF Pachuca                 | 4-0            | Reforma AC (es)          |
| 1908-09                     | Reforma AC (es)            | 3-2            | CF México (es)           |
| 1909-10                     | Reforma AC (es)            | 3-1            | CF Asturias (es)         |
| 1910-11                     | British Club (es)          | 2-1            | Real Club España         |
| 1911-12                     | CF Pachuca                 | 4-0            | Reforma AC (es)          |
| 1913-14                     | CF México (es)             | 3-0            | CF Asturias (es)         |
| 1914-15                     | Real Club España           | 4-2            | CF Asturias (es)         |
| 1915-16                     | Rovers FC                  | 3-1            | Real Club España         |
| 1916-17                     | Real Club España           | 5-1            | CF México (es)           |
| 1917-18                     | Real Club España           | 3-1            | CF Pachuca               |
| 1918-19                     | Real Club España           | 3-0            | CF Asturias (es)         |
| Copa Eliminatoria           |                            |                |                          |
| 1920-21                     | CF México (es)             | 4-2            | CF Pachuca               |
| 1921-22                     | CF Asturias (es)           | 4-1            | Real Club España         |
| 1922-23                     | CF Asturias (es)           | 3-0            | Real Club España         |
| 1923-24                     | CF Asturias (es)           | 5-3            | Reforma AC (es)          |
| 1924-25                     | Club Necaxa                | 3-2            | CF Asturias (es)         |
| 1925-26                     | Club Necaxa                | 4-2            | Real Club España         |
| Copa México                 |                            |                |                          |
| 1932-33                     | Club Necaxa                | 3-1            | Germania FV (es)         |
| 1933-34                     | CF Asturias (es)           | 4-1            | Club América             |
| 1935-36                     | Club Necaxa                | 2-1            | CF Asturias (es)         |
| 1936-37                     | CF Asturias (es)           | 5-3            | Club América             |
| 1937-38                     | Club América               | 3-1            | Real Club España         |
| 1938-39                     | CF Asturias (es)           | 4-3            | Real Club España         |
| 1939-40                     | CF Asturias (es)           | 1-0            | Club Nexaca              |
| 1940-41                     | CF Asturias (es)           | 4-2            | Club Nexaca              |
| 1941-42                     | CF Atlante                 | 3-0            | CF Asturias (es)         |
| 1942-43                     | Moctezuma de Orizaba (es)  | 3-1            | Club América             |
| 1943-44                     | Real Club España           | 6-2            | CF Atlante               |
| 1944-45                     | CF Puebla                  | 6-4            | Club América             |
| 1945-46                     | CF Atlas                   | 5-4 (a.p.)     | CF Atlante               |
| 1946-47                     | Moctezuma de Orizaba (es)  | 4-3            | Club Oro de Jalisco      |
| 1947-48                     | CD Veracruz                | 3-1            | Chivas de Guadalajara    |
| 1948-49                     | CSD León                   | 3-0            | CF Atlante               |
| 1949-50                     | CF Atlas                   | 3-1 (a.p.)     | CD Veracruz              |
| 1950-51                     | CF Atlante                 | 1-0            | Chivas de Guadalajara    |
| 1951-52                     | CF Atlante                 | 2-0            | CF Puebla                |
| 1952-53                     | CF Puebla                  | 4-1            | CSD León                 |
| 1953-54                     | Club América               | 1-1 Tab : 3-2  | Chivas de Guadalajara    |
| 1954-55                     | Club América               | 1-0            | Chivas de Guadalajara    |
| 1955-56                     | Club Toluca                | 2-1            | CD Irapuato              |
| 1956-57                     | CD Zacatepec               | 2-1            | CSD León                 |
| 1957-58                     | CSD León                   | 5-2 (a.p.)     | CD Zacatepec             |
| 1958-59                     | CD Zacatepec               | 2-1            | CSD León                 |
| 1959-60                     | Club Necaxa                | 2-2 Tab : 10-9 | CD Tampico               |
| 1960-61                     | CD Tampico                 | 1-0            | Club Toluca              |
| 1961-62                     | CF Atlas                   | 2-2 Tab : 10-9 | CD Tampico               |
| 1962-63                     | Chivas de Guadalajara      | 2-1            | CF Atlante               |
| 1963-64                     | Club América               | 1-1 Tab : 5-4  | CF Monterrey             |
| 1964-65                     | Club América               | 4-0            | Atlético Morelia         |
| 1965-66                     | Club Necaxa                | 4-3            | CSD León                 |
| 1966-67                     | CSD León                   | 2-1            | Chivas de Guadalajara    |
| 1967-68                     | CF Atlas                   | 2-1            | CD Veracruz              |
| 1968-69                     | CD Cruz Azul               | 2-1 (a.p.)     | CF Monterrey             |
| 1969-70                     | Chivas de Guadalajara      | 5-3            | CF Torreón (es)          |
| 1970-71                     | CSD León                   | 0-0 Tab : 10-9 | CD Zacatepec             |
| 1971-72                     | CSD León                   | Pas de finale  | CF Puebla                |
| 1973-74                     | Club América               | 3-2            | CD Cruz Azul             |
| 1974-75                     | Club Universidad Nacional  | Pas de finale  | Union de Guadalajara     |
| 1975-76                     | Tigres UANL                | 3-2            | Club América             |
| 1987-88                     | CF Puebla                  | 1-1            | CD Cruz Azul             |
| 1988-89                     | Club Toluca                | 3-2            | Union de Guadalajara     |
| 1989-90                     | CF Puebla                  | 4-3            | Tigres UANL              |
| 1990-91                     | Universidad de Guadalajara | 1-0            | Club América             |
| 1991-92                     | CF Monterrey               | 4-2            | CF Cobras (es)           |
| 1992-93                     | Leon FC                    | 2-2(5-3)       | Atlante FC               |
| 1993-94                     | Club América               | 3-3(5-3)       | CD Pumas                 |
| 1994-95                     | Club Necaxa                | 2-0            | CD Veracruz              |
| 1995-96                     | Tigres UANL                | 2-1            | CF Atlas                 |
| 1996-97                     | CD Cruz Azul               | 2-0            | Toros Neza               |
| Apertura 2012               | Dorados de Sinaloa         | 2-2 Tab : 5-4  | Correcaminos UAT (es)    |
| Clausura 2013               | CD Cruz Azul               | 0-0 Tab : 4-2  | CF Atlante               |
| Apertura 2013               | CA Monarcas Morelia        | 3-3 Tab : 3-1  | CF Atlas                 |
| Clausura 2014               | Tigres UANL                | 3-0            | Alebrijes de Oaxaca (es) |
| Apertura 2014               | Santos Laguna              | 2-2 Tab : 4-2  | CF Puebla                |
| Clausura 2015               | CF Puebla                  | 4-2            | Chivas de Guadalajara    |
| Apertura 2015               | Chivas de Guadalajara      | 1-0            | FC León                  |
| Clausura 2016               | CD Veracruz                | 4-1            | Club Necaxa              |
| Apertura 2016               | Querétaro FC               | 0-0 Tab : 3-2  | Chivas de Guadalajara    |
| Clausura 2017               | Chivas de Guadalajara      | 0-0 Tab : 3-1  | Monarcas Morelia         |
| Apertura 2017               | CF Monterrey               | 1-0            | CF Pachuca               |
| Clausura 2018               | Club Necaxa                | 1-0            | Deportivo Toluca         |
| Apertura 2018               | Cruz Azul FC               | 2-0            | CF Monterrey             |
| Clausura 2019               | Club América               | 1-0            | FC Juárez                |
| 2019-2020                   | CF Monterrey               | 1-0 ; 1-1      | Club Tijuana             |
| non disputée de 2020 à 2024 |                            |                |                          |

## Bilans
| Équipe                     | Victoires                                  |
| CF Asturias (es)           | 8 (1922, 23, 24, 34, 37, 39, 40, 41)       |
| Club Necaxa                | 8 (1925, 26, 33, 36, 60, 66, 95, Clau. 18) |
| Club América               | 7 (1938, 54, 55, 64, 65, 74, Clau. 19)     |
| Real Club España           | 5 (1915, 17, 18, 19, 44)                   |
| FC León                    | 5 (1949, 58, 67, 71, 72)                   |
| CF Puebla                  | 5 (1945, 53, 88, 90, Clau. 15)             |
| CD Cruz Azul               | 4 (1969, 97, Clau. 13, Aper. 18)           |
| Chivas de Guadalajara      | 4 (1963, 70, Aper. 15, Clau. 17)           |
| CF Atlas                   | 4 (1946, 50, 62, 68)                       |
| Tigres UANL                | 3 (1976, 96, Clau. 14)                     |
| CF Atlante                 | 3 (1942, 51, 52)                           |
| CF Monterrey               | 3 (1992, Aper. 17, 20)                     |
| CD Veracruz                | 2 (1948, Clau. 16)                         |
| CD Zacatepec               | 2 (1957, 59)                               |
| CF México (es)             | 2 (1914, 21)                               |
| CF Pachuca                 | 2 (1908, 12)                               |
| Club Toluca                | 2 (1956, 89)                               |
| Moctezuma de Orizaba (es)  | 2 (1943, 47)                               |
| Reforma AC (es)            | 2 (1909, 10)                               |
| British Club (es)          | 1 (1911)                                   |
| CA Monarcas Morelia        | 1 (Apertura 2013)                          |
| CD Tampico                 | 1 (1961)                                   |
| Club Universidad Nacional  | 1 (1975)                                   |
| Dorados de Sinaloa         | 1 (Apertura 2012)                          |
| Rovers FC                  | 1 (1916)                                   |
| Universidad de Guadalajara | 1 (1991)                                   |
| Santos Laguna              | 1 (Apertura 2014)                          |
| Querétaro FC               | 1 (Apertura 2016)                          |

| États            | Victoires |
| District fédéral | 41        |
| Jalisco          | 9         |
| Nuevo León       | 7         |
| Guanajuato       | 5         |
| État de Puebla   | 5         |
| Veracruz         | 4         |
| État de Mexico   | 2         |
| Hidalgo          | 2         |
| Morelos          | 2         |
| Aguascalientes   | 1         |
| Michoacán        | 1         |
| Querétaro        | 1         |
| Tamaulipas       | 1         |
| Sinaloa          | 1         |

## Records
Plus grand nombre de participation pour un club :
43 participations pour le CF Atlante.
Plus grand nombre de titres consécutifs :
3 titres pour le Real Club España entre 1917 et 1919 et le CF Asturias (es) entre 1922 et 1924.